# Beatty (Nevada)
Pour les articles homonymes, voir Beatty.
Beatty est une ville non incorporée du comté de Nye, au Nevada, États-Unis, située sur la rivière Amargosa. Sa population était de 1 154 habitants lors du recensement de 2000. La ville fut nommée du nom de Murray "Old Man" Beatty, qui installa un ranch dans cette zone à la fin du XIXe siècle. Il mourut en décembre 1908.

## Géographie
Beatty est située à 3 320 pieds (1 012 m) d'altitude.
Selon le Bureau du recensement des États-Unis, la ville a une surface totale de 454,9 km2.

## Histoire
Beatty s'est développée dans le district de Bullfrog durant la même période de la création de cinq autres hameaux miniers dans ses environs immédiats : Original Bullfrog, Amargosa, Bullfrog, Bonanza et Gold Center. Ces 6 hameaux ont donné naissance à la ville de Rhyolite qui a compté près de 10 000 habitants en 1907 puis qui a été abandonnée à partir de 1908. De ces villes, seule Beatty existe encore aujourd'hui.

## Transports
Beatty possède un aéroport (Beatty Airport, code AITA : BTY).